# The Midnight Walk
The Midnight Walk — приключенческая инди-игра, разработанная студией MoonHood. Игра вышла 8 мая 2025 года на платформах Windows и PlayStation 5 (с поддержкой VR-устройств).

## Сюжет
Главным героем игры является Сгоревший (таинственный персонаж, выбравшийся из могилы), которому предстоит пройти путь через страну кошмаров с помощью спутника по имени Горшочек.

## Разработка
Разработкой игры занималась студия MoonHood основанная выходцами из Zoink (создателями Lost in Random). Главной особенностью игры является её визуальная часть: для создания окружения и персонажей использовалась глина (затем всё переводилось в 3D, чтобы добиться нужного уровня детализации), а сам проект стилизован под покадровую анимацию (созданную профессиональными художниками).
The Midnight Walk была анонсирована во время мероприятия State of Play в сентябре 2024 года. Игра поддерживает VR-гарнитуры (SteamVR и PS VR 2). Релиз игры состоялся 8 мая 2025 года.

## Отзывы
| Сводный рейтинг       | Сводный рейтинг          |
| Агрегатор             | Оценка                   |
| --------------------- | ------------------------ |
| Metacritic            | 79/100 (PC) 77/100 (PS5) |
| OpenCritic            | 85 %                     |
| «Критиканство»        | 74/100                   |
| Иноязычные издания    |                          |
| Издание               | Оценка                   |
| Edge                  | 6/10                     |
| Eurogamer             | [ 11 ]                   |
| Game Informer         | 8/10                     |
| IGN                   | 9/10                     |
| Push Square           | [ 14 ]                   |
| Shacknews             | 8/10                     |
| The Games Machine     | 8/10                     |
| Русскоязычные издания |                          |
| Издание               | Оценка                   |
| 3DNews                | 8/10                     |
| GameMAG.ru            | 6/10                     |
| StopGame.ru           | «Похвально»              |

The Midnight Walk получила «в основном положительные» отзывы от критиков согласно сайту-агрегатору рецензий Metacritic. По данным OpenCritic, 85 % критиков рекомендовали эту игру.